# مورتون بيرنبوم
مورتون بيرنبوم (بالإنجليزية: Morton Birnbaum)‏ هو طبيب نفسي ومحامي أمريكي، ولد في 20 أكتوبر 1926 في بروكلين في الولايات المتحدة، وتوفي بنفس المكان في 26 نوفمبر 2005.